# Benedict Wallet Vilakazi
Œuvres principales
Inkondlo kaZulu (poetry), Witwatersrand University Press (Johannesburg), 1935.
Zulu-English Dictionary (with C. M. Doke), Witwatersrand University Press, 1948.
Benedict Wallet Vilakazi est un poète , un romancier et un éducateur sud-africain zoulou. Il est né le 6 janvier 1906 et il est mort le 26 octobre 1947 des suites d'une méningite. En 1946, il fut le premier Sud-Africain noir à obtenir un doctorat.

## Petite enfance et éducation
Benedict Vilakazi est né Bambatha kaMshini en 1906 à Groutville, près de KwaDukuza (aussi appelée Stanger),  une ville de la région du KwaZulu-Natal, en Afrique du Sud. Il était le cinquième enfant du couple Mshini ka Makhwatha et Leah Hlongwane, (fille de Bangile La reine Ngqambuza, épouse de Mpande ka Cetshwayo, et également la sœur du révérend père J.- Mdelwa Hlongwane ka Mnyaziwezulu, fils du chef Matiwane).
Benedict Vilakazi a partagé son enfance entre l'élevage du bétail familial et l'école de mission locale jusqu'à l'âge de 10 ans, date à laquelle il fut transféré au St. Francis College de Mariannhill, une école secondaire mixte catholique-catholique fondée par le monastère trappiste local. Ici, il a été baptisé sous le nom "Benedict Wallet", bien que, sur l'insistance de sa mère, il ait gardé le nom de famille de Vilakazi. Il obtint un certificat d'enseignement en 1923 et enseigna à Mariannhill puis au séminaire d'Ixopo.

## Rédaction, enseignement, recherche
En 1933, Benedict Wallet Vilakazi publie son premier roman, Nje nempela ("Vraiment et vraiment"), l'une des premières œuvres de fiction zouloue traitant de sujets modernes. Il le suivit en 1935 avec le roman Noma nini ainsi qu’un recueil de poèmes Inkondlo kaZulu , la première publication de poésie zoulou d’influence occidentale.
Après avoir obtenu un BA de l' Université d'Afrique du Sud en 1934, Vilakazi a commencé à travailler au département des études bantoues de l' Université de Witwatersrand en 1936  sous le linguiste C. M. Doke , avec lequel il a créé un dictionnaire zoulou-anglais. La position d'enseignant de Vilakazi fait de lui le premier Sud-Africain noir à enseigner aux Sud-Africains blancs au niveau universitaire.
Les derniers romans de Benedict Vilakazi ont poursuivi l' exploration de la vie quotidienne zouloue,notamment avec UDingiswayo kaJobe (1939) et Nje nempela (1944), l'histoire d'un ménage traditionnellement polygame. Sa poésie, fortement influencée par les styles romantiques européens , fondait des formes de rimes et de strophe jusqu'alors inconnues en zoulou avec des éléments de l' izibongo , poésie de louange traditionnelle. Sa poésie est devenue de plus en plus politique au cours de sa vie, dramatisant l'exploitation non seulement des Zoulous, mais des Africains noirs en général. Tant ses romans que ses poèmes ont été bien accueillis par ses contemporains et ils le sont encore aujourd'hui.
Benedict Wallet Vilakazi est également connu pour ses travaux scientifiques sur la tradition orale et les langues zoulou et xhosa , qui lui valurent le  16 mars 1946 un doctorat. C'est la première fois que ce diplôme fut décerné à un noir sud-africain. Il est décédé un an après à Johannesburg des suites d'une méningite.

## Honneurs posthumes
En 2016 l'- échelon Or dans l' Ordre de l'Ikhamanga (OIG) lui a été décerné à titre posthume pour sa contribution exceptionnelle dans le domaine de la littérature en langues autochtones et pour la préservation de la culture isi-zouloue".

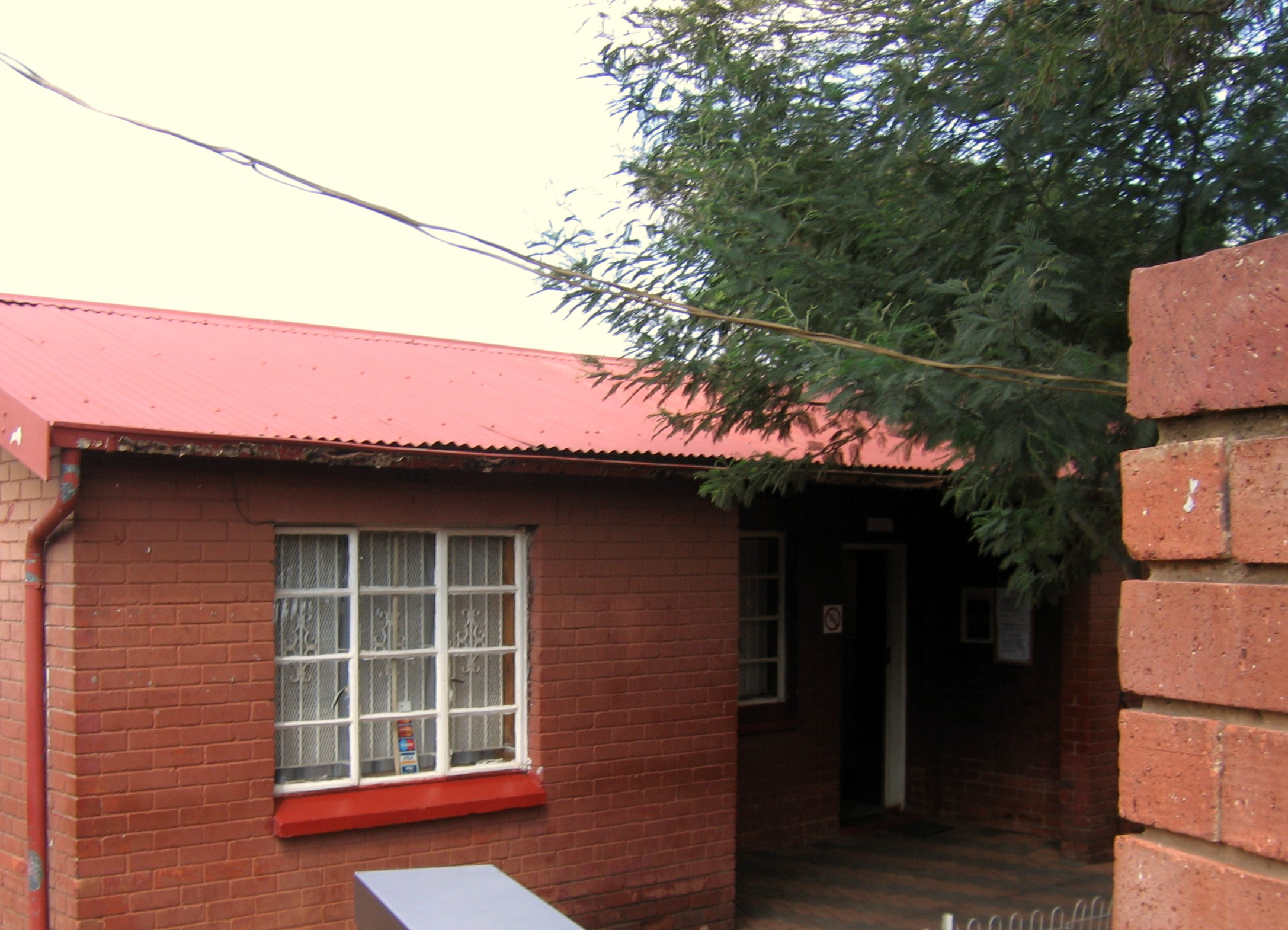
Maison de Nelson Mandela, rue Vilakazi, Soweto

La rue Vilakazi Orlando Ouest porte son nom, et ce fut dans ce quartier que vécurent Nelson Mandela et Desmond Tutu, c'est la seule rue au monde où ont vécu deux lauréats du prix Nobel.
L’école secondaire BW Vilakazi à Zola 3, Soweto, a été nommée en l'honneur du regretté Professer Vilakazi en vue de commémorer l' héritage culturel qu'il a transmis.

## Œuvres
- Inkondlo kaZulu (poetry), Witwatersrand University Press (Johannesburg), 1935.
- Noma nini (novel), Yacindezelwa Emshinini Wasemhlathuzane (Mariannhill, Natal), 1935.
- UDingiswayo kaJobe (novel), Sheldon Press (London), 1939.
- Nje nempela (novel), Mariannhill Mission Press (Mariannhill, Natal), 1944.
- Amal'eZulu (poetry), Witwatersrand University Press, 1945.
- Zulu-English Dictionary (with C. M. Doke), Witwatersrand University Press, 1948.